# Quitterie de Villepin
Quitterie de Villepin est une femme politique française, née le 8 avril 1978.

## Parcours politique
Diplômée de l'ESSCA, elle travaille comme communicante pour Greenpeace, Les Amis de la Terre mais également Max Havelaar.
Elle adhère à l'UDF en 2003 et devient porte-parole des jeunes UDF. Elle est connue à l'époque sous le nom de Quitterie Delmas mais reprend son nom patronymique après son divorce,. En 2007, elle annonce voter pour Ségolène Royal,, après avoir été directrice de la campagne numérique de François Bayrou, et s’être vu refuser l'investiture dans le XIIIe arrondissement aux législatives de 2007,. Elle quitte le MoDem en 2009,.
En 2013, elle s'engage contre le « silence sur la mode qui tue ». Elle est aussi présente dans des mouvements citoyens comme MaVoix entre 2015 et 2017 et le programme « investies », destiné à former les femmes pour qu'elles s'engagent davantage dans les compétitions électorales,,.
En 2022, elle se présente aux élections législatives avec l'objectif de rendre la « démocratie plus opérante »,.
Elle est mère de quatre garçons.

## Résultats électoraux

### Élections législatives
| Année | Parti | Parti | Circonscription | 1er tour | 1er tour | 1er tour |
| Année | Parti | Parti | Circonscription | Voix     | %        | Rang     |
| ----- | ----- | ----- | --------------- | -------- | -------- | -------- |
| 2022  |       | SE    | 2e de Paris     | 2 362    | 5,42     | 5e       |